# Championnat de Yougoslavie de football 1989-1990
Navigation
Saison précédente Saison suivante
La saison 1989-1990 du Championnat de Yougoslavie de football est la soixante-et-unième édition du championnat de première division en Yougoslavie. Les dix-huit meilleurs clubs du pays prennent part à la compétition et sont regroupées en une poule unique où chaque formation affronte deux fois ses adversaires, à domicile et à l'extérieur. En fin de saison, le dernier du classement est relégué et remplacé par les deux meilleures équipes de deuxième division.
C'est le club du FK Étoile rouge de Belgrade qui remporte la compétition, en terminant en tête du classement final, avec onze points d'avance sur le Dinamo Zagreb et treize sur le Hajduk Split. C'est le 17e titre de champion de Yougoslavie de l'histoire du club, qui réussit le doublé en s'imposant en finale de la Coupe de Yougoslavie face au Hajduk Split.

## Les clubs participants
| - Partizan Belgrade - Dinamo Zagreb - FK Étoile rouge de Belgrade - HNK Hajduk Split - FK Radnicki Nis - NK Rijeka - FK Rad Belgrade - NK Osijek - Buducnost Titograd | - FK Velez Mostar - FK Vojvodina Novi Sad - FK Vardar Skopje - Spartak Subotica - FK Sarajevo - FK Borac Banja Luka - Promu de D2 - FK Sloboda Tuzla - FK Željezničar Sarajevo - Olimpija Ljubljana - Promu de D2 |

## Compétition

### Classement
En cas de match nul, une séance de tirs au but est disputée et seul son vainqueur marque le point du nul, le perdant ne marque pas de point. Le décompte complet est donc le suivant :
- Victoire : 2 points
- Victoire après la séance de tirs au but : 1 point
- Défaite : 0 point

| Rang | Équipe                        | Pts | J  | G  | Gt | P  | Bp | Bc | Diff |
| ---- | ----------------------------- | --- | -- | -- | -- | -- | -- | -- | ---- |
| 1    | FK Étoile rouge de Belgrade C | 51  | 34 | 24 | 3  | 7  | 79 | 29 | +50  |
| 2    | Dinamo Zagreb                 | 40  | 34 | 16 | 8  | 10 | 53 | 25 | +28  |
| 3    | HNK Hajduk Split              | 38  | 34 | 18 | 2  | 14 | 50 | 35 | +15  |
| 4    | FK Partizan Belgrade          | 37  | 34 | 18 | 1  | 15 | 51 | 42 | +9   |
| 5    | FK Rad Belgrade               | 36  | 34 | 16 | 4  | 14 | 41 | 31 | +10  |
| 6    | NK Rijeka                     | 33  | 34 | 14 | 5  | 15 | 29 | 35 | -6   |
| 7    | FK Željezničar Sarajevo       | 32  | 34 | 14 | 4  | 16 | 37 | 40 | -3   |
| 8    | Olimpija Ljubljana P          | 30  | 34 | 14 | 4  | 16 | 49 | 40 | +9   |
| 9    | FK Sloboda Tuzla              | 30  | 34 | 15 | 0  | 19 | 43 | 46 | -3   |
| 10   | Buducnost Titograd            | 29  | 34 | 13 | 3  | 18 | 30 | 35 | -5   |
| 11   | FK Vojvodina Novi Sad T       | 29  | 34 | 13 | 3  | 18 | 43 | 51 | -8   |
| 12   | Spartak Subotica              | 28  | 34 | 12 | 4  | 18 | 28 | 40 | -12  |
| 13   | FK Sarajevo                   | 27  | 34 | 13 | 1  | 20 | 46 | 49 | -3   |
| 14   | FK Borac Banja Luka P         | 27  | 34 | 12 | 3  | 19 | 28 | 40 | -12  |
| 15   | FK Radnički Niš               | 26  | 34 | 12 | 2  | 20 | 42 | 48 | -6   |
| 16   | NK Osijek                     | 26  | 34 | 12 | 2  | 20 | 28 | 47 | -19  |
| 17   | FK Velež Mostar               | 25  | 34 | 11 | 3  | 20 | 38 | 51 | -13  |
| 18   | FK Vardar Skopje              | 17  | 34 | 8  | 1  | 25 | 33 | 64 | -31  |

|  | Qualification pour la Coupe d'Europe des clubs champions 1990-1991                          |
|  | Qualification pour la Coupe UEFA 1990-1991                                                  |
|  | Relégation directe en deuxième division                                                     |
|  | T : Tenant du titre C : Vainqueur de la Coupe de Yougoslavie P : Promu de deuxième division |

## Bilan de la saison
| Championnat de Yougoslavie de football 1989-1990                        |                                         |
| Champion                                                                | FK Étoile rouge de Belgrade (17e titre) |
| Coupes et trophées                                                      |                                         |
| Vainqueur de la Coupe de Yougoslavie 1989-1990                          | FK Étoile rouge de Belgrade             |
| Qualifications continentales                                            |                                         |
| Coupe d'Europe des clubs champions 1990-1991                            | FK Étoile rouge de Belgrade             |
| Coupe des Coupes 1990-1991                                              | Aucun                                   |
| Coupe UEFA 1990-1991                                                    | Dinamo Zagreb                           |
| Coupe UEFA 1990-1991                                                    | FK Partizan Belgrade                    |
| Coupe UEFA 1990-1991                                                    | FK Rad Belgrade                         |
| Promotions et relégations                                               |                                         |
| Promus en Prva Liga                                                     | FK Zemun                                |
| Promus en Prva Liga                                                     | Proleter Zrenjanin                      |
| Relégués en Championnat de Yougoslavie de football de deuxième division | FK Vardar Skopje                        |